# Oxygonum tenerum
Oxygonum tenerum är en slideväxtart som beskrevs av Milne-redhead. Oxygonum tenerum ingår i släktet Oxygonum och familjen slideväxter. Inga underarter finns listade i Catalogue of Life.